# Pasir Mukti
Pasir Mukti is een bestuurslaag in het regentschap Bogor van de provincie West-Java, Indonesië. Pasir Mukti telt 10.115 inwoners (volkstelling 2010).